# Sollas-Gletscher
Der Sollas-Gletscher ist ein Gletscher im ostantarktischen Viktorialand. Er fließt von den Kukri Hills zwischen dem Marr- und dem Hughes-Gletscher zum östlichen Ende des Bonneysees im Taylor Valley.
Der britische Geologe Thomas Griffith Taylor (1880–1963), Teilnehmer der Terra-Nova-Expedition (1910–1913) unter der Leitung des Polarforschers Robert Falcon Scott, kartierte ihn und benannte den Gletscher nach dem britischen Geologen William Johnson Sollas (1849–1936).